# Frank Henkel

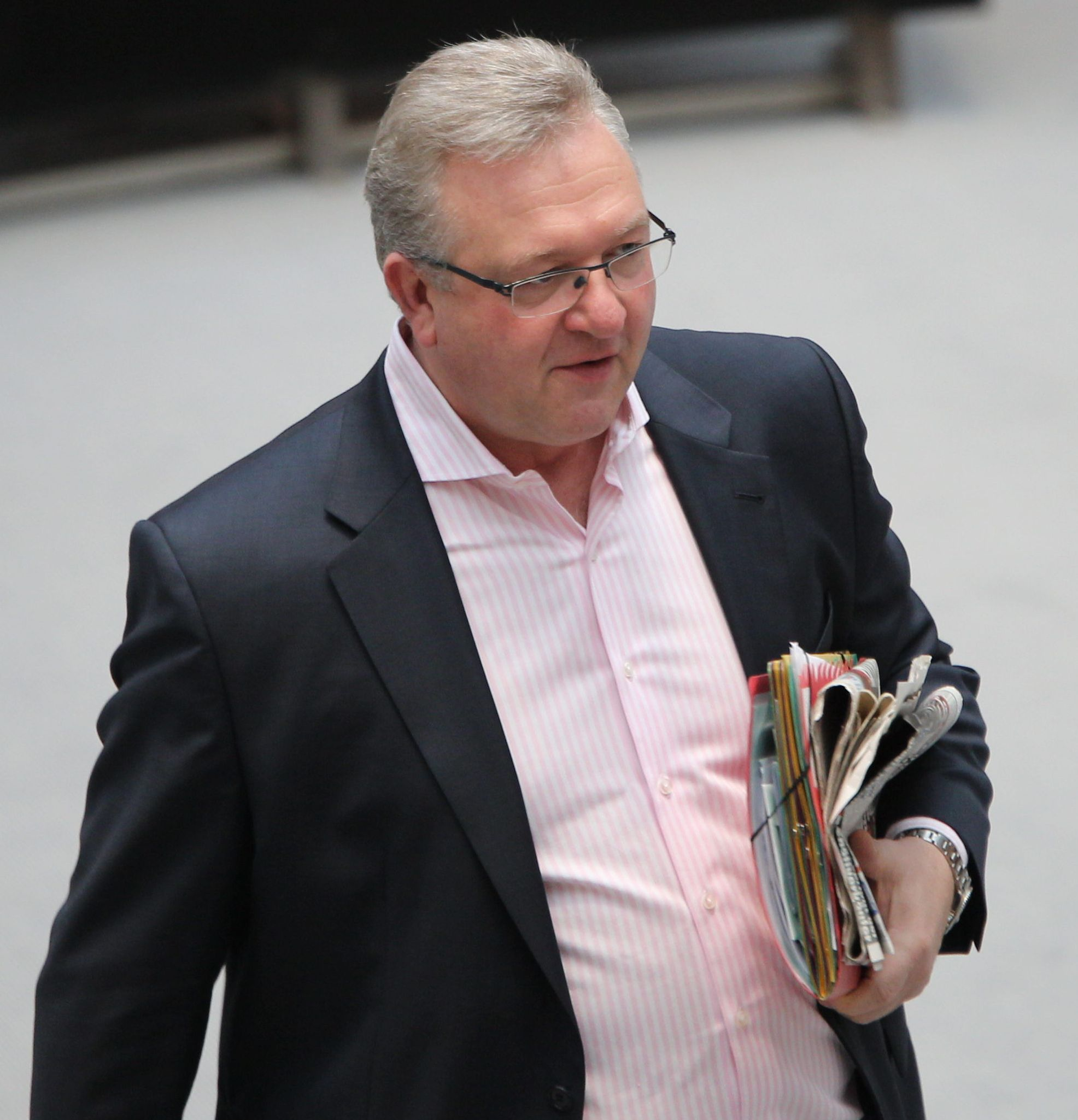
Frank Henkel (2016)

 Frank Henkel (* 16. November 1963 in Ost-Berlin) ist ein deutscher Politiker (CDU). Er war von 2001 bis 2021 Mitglied des Abgeordnetenhauses von Berlin und von 2008 bis 2016 Landesvorsitzender der CDU Berlin. Von 2011 bis 2016 war er Bürgermeister und Senator für Inneres und Sport des Landes Berlin. Am 25. April 2023 wurde Frank Henkel zum Präsidenten des Berliner Boxsport-Verbands gewählt.

## Leben

### Ausbildung und Beruf
Frank Henkel schloss im Jahre 1980 die Polytechnische Oberschule in Ost-Berlin ab und begann eine Lehre. Im April 1981 wurde der 1977 gestellte Ausreiseantrag der Familie Henkel genehmigt, und die Familie konnte nach West-Berlin übersiedeln. Dort machte Frank Henkel eine Ausbildung zum Groß- und Außenhandelskaufmann und arbeitete dann für zwei Jahre (1984 bis 1986) in der Berliner Niederlassung des Krupp-Konzerns. 1987 erwarb er die Fachhochschulreife. 1994 schloss er ein Studium der Wirtschafts- und Sozialwissenschaften an der Fachhochschule für Wirtschaft Berlin ab. Er arbeitete bei dem privaten Berliner Hörfunksender Hundert,6, der politisch der CDU nahestand.

### Parteilaufbahn
Frank Henkel trat 1985 der Jungen Union (JU) bei und wurde ein Jahr später Mitglied der CDU. Zwischen 1987 und 2005 bekleidete er verschiedene politische Ämter in der CDU. Von 1996 bis 2001 war Henkel als Referent im Leitungsstab der Bezirksbürgermeisterin von Berlin-Reinickendorf tätig, von Januar bis Juni 2001 als Leiter des Persönlichen Büros des Regierenden Bürgermeisters von Berlin Eberhard Diepgen und von Juni bis Oktober 2001 als Leiter des Büros des CDU-Fraktionsvorsitzenden im Berliner Abgeordnetenhaus.
Von Mai 2005 bis September 2008 war er Generalsekretär der Berliner CDU. Seit der vorgezogenen Wahl am 21. Oktober 2001 war er Mitglied des Abgeordnetenhauses von Berlin. Ende März 2007 wurde er erstmals zum Vorsitzenden des Kreisverbandes Berlin-Mitte gewählt.
Am 11. September 2008 wurde der damalige CDU-Fraktionsvorsitzende Friedbert Pflüger von mehr als zwei Dritteln der CDU-Fraktion abgewählt, nachdem er auch Ambitionen auf den Landesvorsitz deutlich gemacht hatte. Henkel, der zuvor noch Erster Parlamentarischer Geschäftsführer der Fraktion war, wurde mit 89,2 Prozent zu seinem Nachfolger gewählt. In der Folge der durch den unerwarteten Sturz Pflügers ausgelösten Krise der Berliner CDU trat auch deren Vorsitzender Ingo Schmitt von seinem Amt zurück. Er wurde zunächst kommissarisch durch Joachim Zeller ersetzt, bevor Frank Henkel am 18. November 2008 mit 85,5 Prozent auch zum Parteichef der Berliner CDU gewählt wurde.
Seit April 2017 hatte Henkel sein Bürgerbüro zusammen mit seinem Parteikollegen Sven Rissmann in der Triftstraße 41 im Berliner Wedding.

### CDU-Spitzenkandidat für die Berliner Abgeordnetenhauswahl 2011

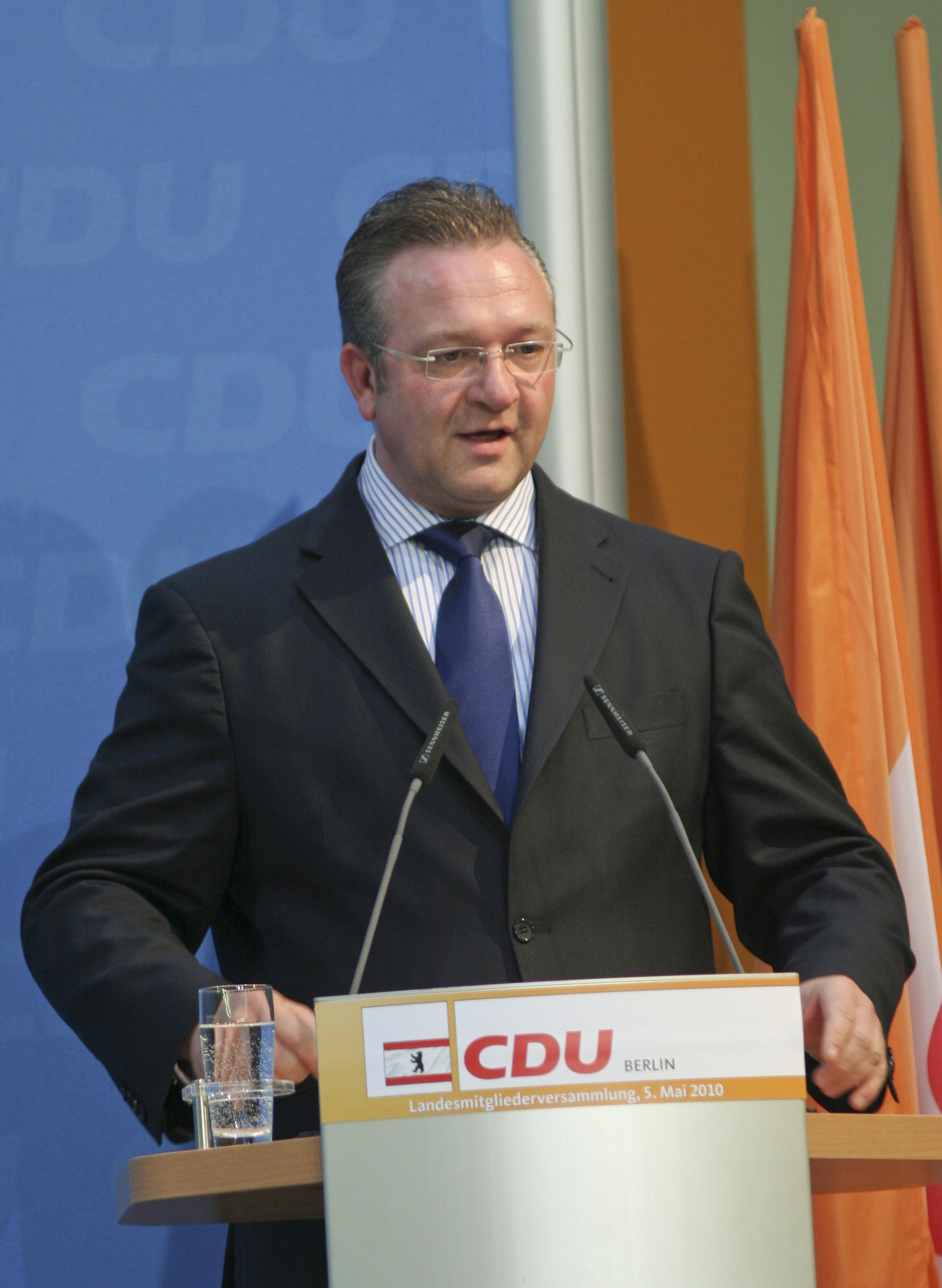
Henkel bei der Landesmitgliederversammlung der CDU Berlin (2010)

Am 10. Januar 2011 wurde er vom CDU-Landesvorstand als CDU-Spitzenkandidat für das Amt des Regierenden Bürgermeisters von Berlin nominiert und am 12. Februar vom Parteitag bestätigt. War der Fokus im Wahlkampf vor der Wahl zum Abgeordnetenhaus am 18. September 2011 zunächst auf den SPD-Amtsinhaber Klaus Wowereit und die grüne Spitzenkandidatin Renate Künast gerichtet, konnte sich Henkel als Spitzenkandidat erst zum Schluss hin stärker gegen die Konkurrenz profilieren.
Am Wahlabend erreichte er mit seiner Partei trotz eines stark negativen Bundestrendes für die CDU 23,3 Prozent und damit ein Plus von 2,0 Prozentpunkten im Vergleich zur Abgeordnetenhauswahl 2006, bei der sein Vorgänger Friedbert Pflüger mit 21,3 Prozent das schlechteste CDU-Ergebnis in Berlin erreicht hatte. Die CDU lag zudem über den zuvor von Meinungsforschungsinstituten ermittelten Umfragezahlen und verkürzte als zweitstärkste Kraft den Abstand zur SPD dem Ergebnis nach von 9,5 auf 5,0 Prozentpunkte. Im Westen der Stadt wurde die CDU gar stärkste politische Kraft vor der SPD. Für eine Neuauflage des rot-roten Senats gab es keine Mehrheit.
Nach dem Wahlerfolg unumstritten, wurde Henkel am 20. September 2011 mit 100 Prozent der Stimmen zum Fraktionsvorsitzenden der nun 39 Abgeordnete umfassenden CDU-Fraktion im Abgeordnetenhaus von Berlin gewählt. Zudem nahm Henkel die Einladung des Wahlsiegers SPD zu einem Sondierungsgespräch zur möglichen Bildung einer Großen Koalition an. Dennoch entschied die SPD, den Grünen Koalitionsgespräche anzubieten, die jedoch am 5. Oktober 2011 nach nur einer Gesprächsrunde am grünen Widerstand gegen die umstrittenen Verlängerung der Berliner Stadtautobahn A100 scheiterten. Noch am selben Tag fällte der SPD-Landesvorstand einstimmig den Entschluss, nun der CDU um Frank Henkel Koalitionsgespräche anzubieten. Am 16. November 2011 einigten sich SPD und CDU auf einen Koalitionsvertrag und wählten Wowereit am 24. November 2011 zum Regierenden Bürgermeister. Zu Henkels Nachfolger als Fraktionsvorsitzender der CDU wurde am 1. Dezember 2011 Florian Graf gewählt.

### Henkel als Innensenator
Henkel selbst übernahm im rot-schwarzen Senat, in dem beide Regierungsparteien je vier Senatorenposten erhielten, das Amt des Innensenators und wurde zudem von Klaus Wowereit zum Bürgermeister ernannt.
Wichtigste Frage für Henkel im Amt des Innensenators war zunächst die Besetzung des vakanten Postens des Polizeipräsidenten. Diese Position wurde von ihm am 27. April 2012 erneut ausgeschrieben.
Am 17. Dezember 2012 wurde schließlich Klaus Kandt von Henkel zum Polizeipräsidenten von Berlin ernannt.
Unter Druck geriet Henkel als CDU-Landesvorsitzender und Mitglied des Senats vor allem wegen der Rücktritte des CDU-Senators für Justiz und Verbraucherschutz, Michael Braun, nur elf Tage nach Amtsantritt der rot-schwarzen Koalition sowie der parteilosen Senatorin für Wirtschaft, Technologie und Forschung, Sybille von Obernitz, die auf Vorschlag der CDU in diesem Amt ernannt wurde und am 8. September 2012 um ihre Entlassung durch Klaus Wowereit bat, der ihrem Wunsch am 10. September 2012 entsprach. Im Fall von Braun schlug Henkel Thomas Heilmann als neuen Justiz-Senator vor. Laut Umfragen entwickelte sich dieser schnell zu einem der als am kompetentesten bewerteten Senatsmitglieder. Am 12. September 2012 schlug Henkel die frühere Pharmalobbyistin Cornelia Yzer als Nachfolgerin für Sybille von Obernitz als Wirtschaftssenatorin vor.
In seiner Amtszeit als Innensenator war Henkel einer von vier Vertretern des Landes Berlin im Aufsichtsrat der Flughafen Berlin Brandenburg GmbH.
Am 14. November 2012 nahm er das Rücktrittsgesuch der Leiterin der Berliner Landesbehörde für Verfassungsschutz Claudia Schmid an. Sie hatte Henkel als für die Behörde zuständigen Senator nicht über die Vernichtung von Akten, die für die Ermittlungen im Fall Nationalsozialistischer Untergrund wichtig gewesen wären, informiert.
Bei den Flüchtlingsprotesten auf dem Oranienplatz im Januar 2014 hatte sich Henkel stark dafür eingesetzt, dass diese den Platz verlassen. Den dafür ausgehandelten Vertrag, aufgrund dessen die Flüchtlinge den Platz räumten, sah er für sich als nicht bindend an. Er war der Meinung, nicht Integrationssenatorin Dilek Kolat, sondern er selbst hätte das Papier unterschreiben müssen, zumal nicht Kolat, sondern er gemeinsam mit dem Regierenden Bürgermeister Wowereit das Einigungspapier Oranienplatz auf einer Pressekonferenz im März 2014 vorgestellt hatte.
Nach dem Rücktritt von Klaus Wowereit vom Amt des Regierenden Bürgermeisters am 11. Dezember 2014 führte dessen Nachfolger Michael Müller die Koalition mit der CDU fort und Henkel verblieb im Amt des Innensenator. Allerdings prägten zunehmende Spannungen zwischen Müller und Henkel sowie zwischen deren Parteien und Fraktionen den Rest der Legislaturperiode. Vor der Abgeordnetenhauswahl im Jahr 2016 deutete Müller seine Ablehnung einer Fortführung der Großen Koalition an. Nach der Wahl, bei welcher die Regierungsparteien nach deutlichen Stimmenverlusten ihre bisherige Mehrheit verloren, führte die SPD Koalitionsgespräche mit der Linken und den Grünen.
So endete Henkels Amtszeit als Innensenator am 8. Dezember 2016 mit der Wahl von Michael Müller zum Regierenden Bürgermeister einer rot-rot-grünen Landesregierung und der Bestätigung des neuen Senats.

### CDU-Spitzenkandidat für die Berliner Abgeordnetenhauswahl 2016
Am 8. April 2016 wurde Henkel auf einem Parteitag per Handabstimmung geschlossen zum Spitzenkandidaten der CDU für die Wahl zum Abgeordnetenhaus von Berlin im September 2016 gewählt. Angesichts der Flüchtlingskrise in Deutschland ab 2015 sprach er sich im Wahlkampf für ein Burkaverbot und gegen die doppelte Staatsbürgerschaft aus.
Bei der Wahl am 18. September 2016 verlor die SPD 6,7 Punkte auf 21,6 Prozent, die CDU 5,7 Punkte auf 17,6 Prozent und das Regierungsbündnis damit seine absolute Mehrheit der Mandate im Abgeordnetenhaus. Im Westen der Stadt verlor die CDU um Henkel ihren Spitzenplatz an die SPD, im Osten rutschte die Partei hinter Die Linke, SPD und AfD auf Platz 4 ab.
Aufgrund des Wahldebakels kündigte Henkel am 19. September 2016 an, seinen Posten als Landesvorsitzender der CDU Berlin abzugeben und bei der turnusmäßigen Wahl des Landesvorstandes nicht mehr anzutreten. In der Übergangszeit war geplant, dass Henkel bis zu einem vorgezogenen Parteitag im Frühjahr 2017 in seinem Amt verbleibt. Am 14. Oktober erklärte Henkel überraschend, doch noch im Jahr 2016 Konsequenzen aus dem desaströsen Wahlergebnis ziehen zu wollen. Infolgedessen wurde bereits am folgenden Tag die Beauftragte der Bundesregierung für Kultur und Medien und derzeitige stellvertretende Landesvorsitzende der CDU Berlin, Monika Grütters, vom Präsidium und Landesvorstand als Nachfolgerin Henkels nominiert und für ihre Wahl ein kleiner Parteitag für den 2. Dezember 2016 angesetzt. Auf diesem wurde Grütters schließlich mit 78,4 Prozent zur Landesvorsitzenden der CDU Berlin gewählt.
Henkel trat bei der Bundestagswahl 2017 für das Direktmandat im Wahlkreis Berlin-Mitte an, errang 18,6 % der Erststimmen und unterlag damit gegen Eva Högl von der SPD (23,5 %). Da er auch nicht auf der Landesliste abgesichert war, zog er nicht in den Bundestag ein.
Mit Konstituierung des 19. Abgeordnetenhaus von Berlin am 4. November 2021 schied er schließlich auch aus dem Landesparlament aus.

### Positionen zu grün-schwarzen Koalitionen
Im Dezember 2009 schloss Henkel vor dem Hintergrund aktueller Umfragen, die die Grünen deutlich vor der CDU sahen, eine grün-schwarze Koalition nach der Abgeordnetenhauswahl 2011 selbst dann nicht aus, falls die Grünen tatsächlich mehr Stimmen als die CDU erhalten sollten.
Im Verlaufe des Wahlkampfes verschoben sich die Umfragewerte zugunsten der CDU und zulasten der Grünen. Schien zudem die grüne Spitzenkandidatin Künast einer Koalition zwischen ihrer Partei und der CDU zunächst aufgeschlossen gegenüberzustehen, erteilte sie zum Wahlkampfabschluss hin einer schwarz-grünen Regierung eine Absage. Am Wahlabend lag die CDU mit 23,4 Prozent deutlich vor den Grünen mit 17,6 Prozent, zu einer schwarz-grünen Mehrheit reichte es nicht.
Im Vorfeld der Abgeordnetenhauswahl 2016 trat Henkel für ein Verbot der doppelten Staatsbürgerschaft ein. Damit kam er mit der Spitzenkandidatin der Grünen, Ramona Pop, in Konflikt, die als Deutsch-Rumänin selbst Doppelpass-Inhaberin ist. Eine Koalition mit der „Henkel-CDU“ schloss Pop unter anderem auch aus diesem Grunde von vornherein aus. Eine Mehrheit für ein schwarz-grünes Bündnis kam nach der Wahl am 18. September 2016 auch rechnerisch nicht zustande.
Bei der Wahl zum Abgeordnetenhaus im September 2021 trat er nicht mehr an und schied mit der Konstituierung des 19. Abgeordnetenhauses am 4. November 2021 aus dem Parlament aus.

### Mitgliedschaften
Henkel ist ebenso wie sein Parteikollege Klaus-Rüdiger Landowsky Mitglied der fakultativ schlagenden Sängerschaft Borussia Berlin in der Deutschen Sängerschaft.

## Politische Positionen

### Salafisten
Im Mai 2012 reagierte Henkel auf eine im Nachrichtenmagazin Der Spiegel erhobene Forderung seines niedersächsischen Kollegen Uwe Schünemann (CDU). Dieser hatte nach Attacken von Salafisten auf Polizisten verlangt, das Bundesverfassungsgericht müsse prüfen, ob die Meinungsäußerung von Hasspredigern, die aggressiv-kämpferisch gegen die deutsche Verfassung vorgingen, eingeschränkt werden könne. Henkel äußerte sich zurückhaltend zu dem Vorschlag. Er erklärte in diesem Zusammenhang: „Wir können nicht die Freiheit verteidigen, indem wir selbst wichtige Grundwerte preisgeben“. Ergänzend fügte er hinzu, dass diejenigen, die sich Auseinandersetzungen mit Polizisten liefern und im Hintergrund die Fäden ziehen, eine erhebliche Bedrohung darstellten, die man mit allen rechtsstaatlichen Mitteln bekämpfen müsse.

### Cannabiskonsum
Im Jahr 2012 forcierte Henkel zusammen mit den CDU-Senatskollegen Mario Czaja (Gesundheit) und Thomas Heilmann (Justiz) eine Initiative in Berlin, den straffreien Eigenbedarf von Cannabis von 15 auf 6 Gramm zu senken. Der Gesundheitsexperte, der zu diesem Zeitpunkt in Berlin mit der CDU koalierenden SPD, Thomas Isenberg, sah hingegen „keinen Handlungsbedarf“ und erklärte, die 15-Gramm-Regelung habe sich bewährt, des Weiteren sei im Koalitionsvertrag zwischen beiden Parteien eine entsprechende Absenkung nicht vorgesehen. Er betonte, es sei „zwingend notwendig“, dass die CDU-Senatoren die Entscheidung nicht unter sich ausmachten, sondern die SPD einbezögen. Neben der SPD sprachen sich auch Piraten und Linke dafür aus, die Berliner Linie beizubehalten.

### Folsom Europe
2005 schrieb der Regierende Bürgermeister Berlins Klaus Wowereit erneut ein Grußwort für das Folsom Europe-Festival der BDSM- und Fetisch-Szene. Henkel bezeichnete in diesem Zusammenhang die Teilnehmer des Events als eine Gruppe von Leuten, „die ihren Lebenssinn darin sehen, abartige Sexualmethoden zu praktizieren“, und unterstrich seine Ansicht, dass die Veranstaltung mit Toleranz und einer weltoffenen Stadt nichts mehr zu tun habe, sondern ein Akt der Selbstinszenierung einer Szene sei. Der Vorstandsvorsitzender des Folsom Europe e. V. Daniel Rüster wies in einer Presseerklärung die Kritik zurück. Er betonte, dass das Event kein „Sado-Maso-Fest“, sondern ein Straßenfest der Leder- und Fetisch-Gemeinde Europas sei. Er unterstrich, dass diese spezielle Szene „bereits seit den 70er Jahren gesellschaftspolitisch aktiv“ sei und in den 80er Jahren „wesentlich zum Aufbau vieler Aids-Hilfen im In- und Ausland beigetragen“ habe. Den Vorwurf der Verherrlichung oder gar Förderung rassistischer Vergewaltigungspornografie wies er vehement zurück.

### Linksextreme Gewalt
Als Innensenator verfolgte Henkel laut eigener Aussage „eine konsequente Linie gegen linksextreme Gewalt in Berlin“. Bezüglich der Räumung eines teilweise besetzten Hauses in der Rigaer Straße 94 erklärte Henkel in einer Antwort auf Christopher Lauer (PIRATEN), er wolle keine „Rückzugsräume für Gewalttäter“ dulden und werde nicht „den Einsatz der Polizei gegen Gewalttäter infrage stellen“.
Am 13. Juli 2016 stellte das Landgericht Berlin fest, dass die Räumung illegal gewesen sei. Anschließend beschäftigte sich auch eine Sondersitzung des Innenausschusses mit Henkels Rolle bei dem Polizeieinsatz. Die Opposition warf ihm vor, als Innensenator absichtlich Gesetze ignoriert zu haben und auf Kosten der Polizei Wahlkampf zu führen, ohne dass dabei mehr Sicherheit entsteht.

### Härtefallkommission
Als Innensenator hat Frank Henkel in den Jahren seiner Amtszeit von 2011 bis 2016 zwischen 33 und 58 Prozent der von der Berliner Härtefallkommission positiv bewerteten Fälle ebenfalls positiv beschieden. Im Vergleich waren es bei Amtsnachfolger Andreas Geisel (SPD, 2017–2021) 72 bis 77 Prozent, bei Amtsnachfolgerin Iris Spranger (SPD) sogar gut 90 Prozent. So sah Henkel in einer von Blutrache bedrohten Familie aus einer ethnischen Minderheit keine staatliche Verfolgung und keinen Härtefall und lehnte den Härtefallantrag und damit den Antrag auf Asyl ab, obwohl die Härtefallkommission die gute Integration der Familie gewürdigt hatte und Familien unter besonderem Schutz des Grundgesetzes stehen. Der Familie half schließlich das Kirchenasyl. Heute arbeitet der Vater bei einem Wohlfahrtsverband, die Mutter ist Altenpflegerin.

## Kontroversen

### Sexismusvorwürfe
Als die junge Berliner CDU-Politikerin Jenna Behrends in dem feministischen Online-Magazin Edition F einen offenen Brief mit Sexismus-Vorwürfen gegen ihre Partei veröffentlichte, geriet auch Henkel bundesweit ins Blickfeld der Öffentlichkeit. Behrends gab an, als Quereinsteigerin in die Politik systematisch ausgegrenzt zu werden. Dabei sei es zu Verleumdungen, Gerüchten über angebliche Affären und Sexismus gekommen. Henkel habe sie als „große süße Maus“ bezeichnet und einen Kollegen gefragt: „Fickst du die?“. Henkel dementierte die Äußerungen nicht, zeigte sich hingegen enttäuscht über Inhalt und Stil des Briefs. Am 17. Oktober 2016 entschuldigte sich Henkel während der Bezirksverordnetenversammlung Mitte der CDU-Fraktion vor Parteifreunden bei Jenna Behrends. Er habe die Anrede „große süße Maus“ nicht belästigend gemeint, sondern nett. Zu dem zweiten Vorwurf, er habe seinen Parteifreund Sven Rissmann gefragt „Fickst du die?“, sagte er, dass dies nicht zu seinem Sprachgebrauch gehöre.

### Vertrautes Verhältnis zu Hans-Georg Maaßen
Henkel pflegt einen seit mindestens 2019 bestehenden Austausch mit dem ehemaligen Verfassungsschutzpräsidenten Hans-Georg Maaßen und trat mehrfach in gemeinsamen Formen beim Privatsender TV Berlin in Erscheinung. Die Unterstützung fand auch Kritik in den Reihen der eigenen Partei.

## Privates
Henkel ist mit der Schulleiterin und ehemaligen Bezirksverordnetenvorsteherin von Marzahn-Hellersdorf Kathrin Henkel (geb. Bernikas) verheiratet, die 2021 aus der CDU ausgetreten ist. Das Paar hat zwei gemeinsame Söhne (* 2012, 2017).